# Wout Brama
Wout Brama est un footballeur international néerlandais né le 21 août 1986 à Almelo. Il évolue au poste de milieu de terrain défensif avec le FC Twente au sein du championnat des Pays-Bas.

## Biographie

### En sélection
En novembre 2009, Wout Brama est appelé pour la première fois avec l'équipe nationale des Pays-Bas par le sélectionneur Bert van Marwijk. Il honore sa première sélection le 18 novembre 2009, lors d'un match amical face au Paraguay. Il entre en jeu à la place de Mark van Bommel et les deux équipes se neutralisent (0-0). 

## Palmarès
FC Twente
- Champion des Pays-Bas : 2009-2010
- Vainqueur de la Coupe des Pays-Bas : 2011
- Vainqueur de la Supercoupe des Pays-Bas : 2010